# Portulak (Gattung)
Portulak (Portulaca) ist die einzige Pflanzengattung der Familie der Portulakgewächse (Portulacaceae) in der Ordnung der Nelkenartigen (Caryophyllales) innerhalb der Bedecktsamigen Pflanzen.

## Beschreibung

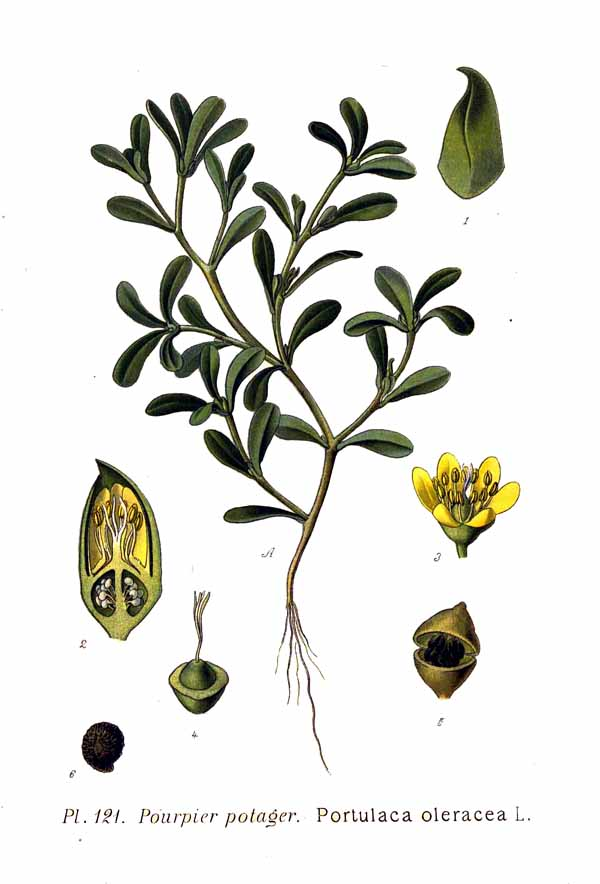
Illustration des Sommer-Portulak (Portulaca oleracea)

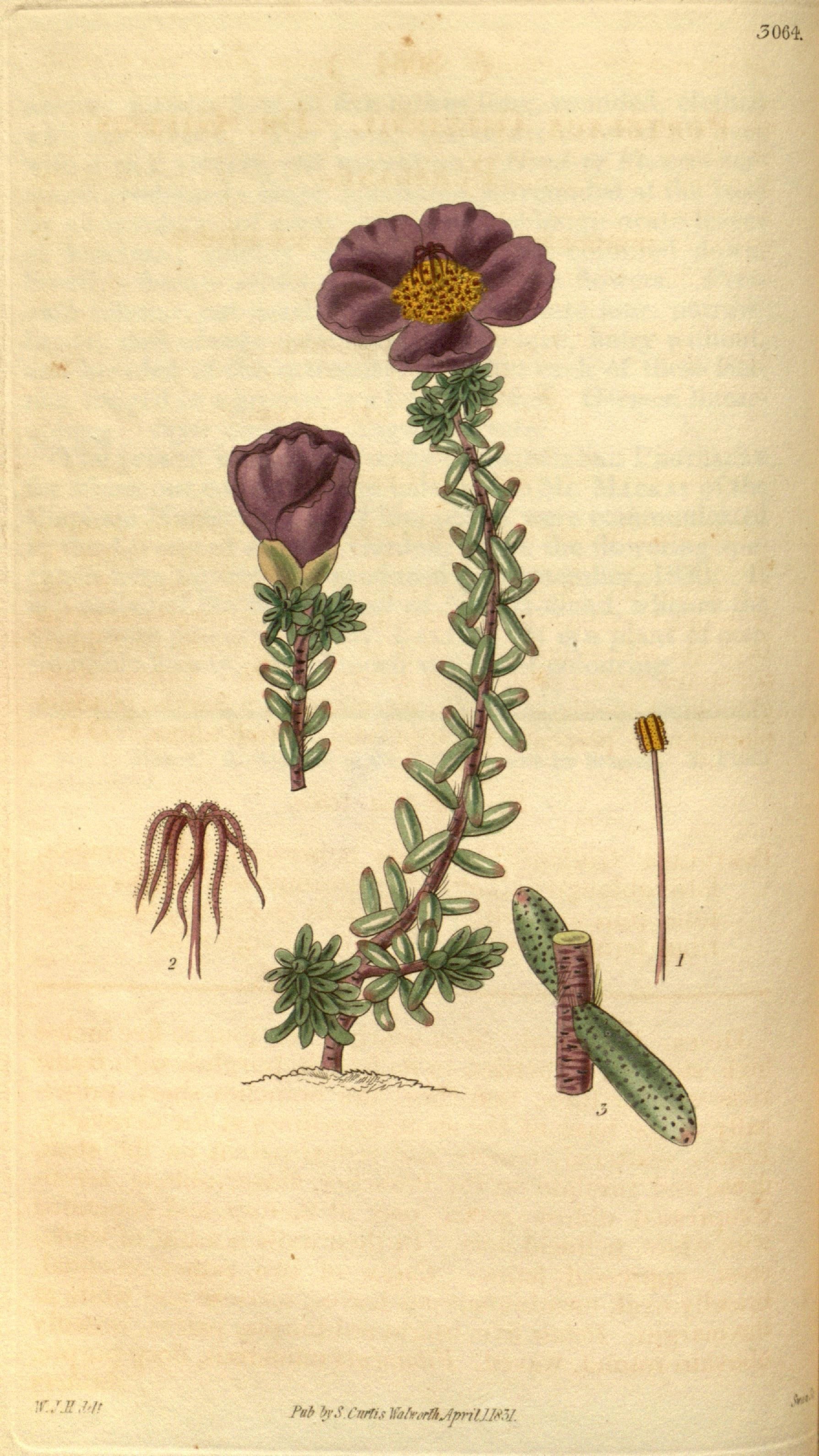
Illustration aus Curtis's Botanical Magazine, Tafel 3064 von Portulaca gilliesii

### Vegetative Merkmale
Portulaca-Arten wachsen als einjährige bis zweijährige oder ausdauernde krautige Pflanzen. Viele Arten sind durch verdickte Blätter, verdickte Sprossachsen oder Speicherwurzeln sukkulent. Die Wurzeln können knollig oder fleischig sein oder es sind kleine Pfahlwurzeln. Die verzweigten Stängel sind selbstständig aufrecht bis niederliegend, kriechend. Die oberdischen Pflanzenteile sind meist kahl, aber Blütenstände und die Stängelknoten können behaart sein. Die meisten der einjährigen Arten sind zart und winzig.
Die meist wechselständig, selten fast gegenständig angeordneten Laubblätter sind kurz gestielt oder ungestielt. Die einfachen Blattspreiten sind flach bis mehr oder weniger stielrund, oft fleischig und fast immer ganzrandig. Die Blattspreiten sind meist kahl. Nebenblätter fehlen manchmal; sind sie vorhanden, sind sie meist in axilläre Haare geteilt.

### Generative Merkmale
Die mehr oder weniger ungestielten Blüten stehen einzeln oder zu bis 30 in endständigen, zymösen oder seltener rispigen Blütenstände, die von zwei bis einigen Hochblättern umgeben sind.
Die Blüten sind meist groß und auffällig, jedoch kurzlebig und oft kleistogam. Fast alle Arten sind zwittrig. Eingeschlechtige Blüten treten nur sehr selten und dann sind die Arten zweihäusig getrenntgeschlechtig (diözisch). Bei vielen Arten öffnen sich die Blüten nur bei Sonnenschein, deshalb werden sie wie viele andere Arten unterschiedlicher Gattungen auch Mittagsblumen genannt.
Die Blüten sind radiärsymmetrisch. Die Kelchblätter sind vermutlich nicht echt, sondern verschobene, modifizierte Hochblätter (Brakteen), während die Kronblätter verschobene Kelchblätter darstellen und echte Kronblätter fehlen. Die krautigen bis trockenhäutigen „Kelchblätter“ sind an ihrer Basis verbreitert. Die fünf bis sieben „Kronblätter“ sind meist frei. Es sind meist viele (selten nur vier, meist sechs bis 40, selten bis zu 100) Staubblätter vorhanden. Der unterständige oder halbunterständige Fruchtknoten ist mindestens im oberen Bereich einkammerig. Es sind meist viele oder selten wenige bis nur eine Samenanlagen in frei-zentraler Plazentation vorhanden. Der einfache Griffel endet in zwei bis einigen (meist 3 bis 8, selten bis zu 18) Narben.
Die häutigen, pergamentartigen Kapselfrüchte öffnen sich im Querschnitt (transversal) und enthalten viele Samen. Die winzigen Samen sind selten braun, meist schillernd grau bis glänzend schwarz und kugelig bis nierenförmig. Die Samenschale (Testa) ist kahl oder unterschiedlich skulptiert: warzig, gekörnt oder stachelig.

### Chromosomensätze
Die Chromosomengrundzahlen betragen x = 4, 5, 8 oder 9.

## Systematik, botanische Geschichte und Verbreitung

### Taxonomie
Die Gattung Portulaca wurde durch Carl von Linné in Species Plantarum, Tomus 1, 1753, Seiten 445–446 und Genera Plantarum, 5. Auflage, 1754, Seite 204 aufgestellt. Der Familienname Portulacaceae wurde 1789 von Antoine Laurent de Jussieu in Genera Plantarum veröffentlicht. Die Typusart ist Portulaca oleracea L. Synonyme für Portulaca L. sind: Halimus P.Browne, Lemia Vand., Lamia Endl., Merida Neck., Meridiana L. f., Portulacca Haw. nom. inval., Sedopsis (Endl.) Exell & Mendonca.

### Äußere Systematik

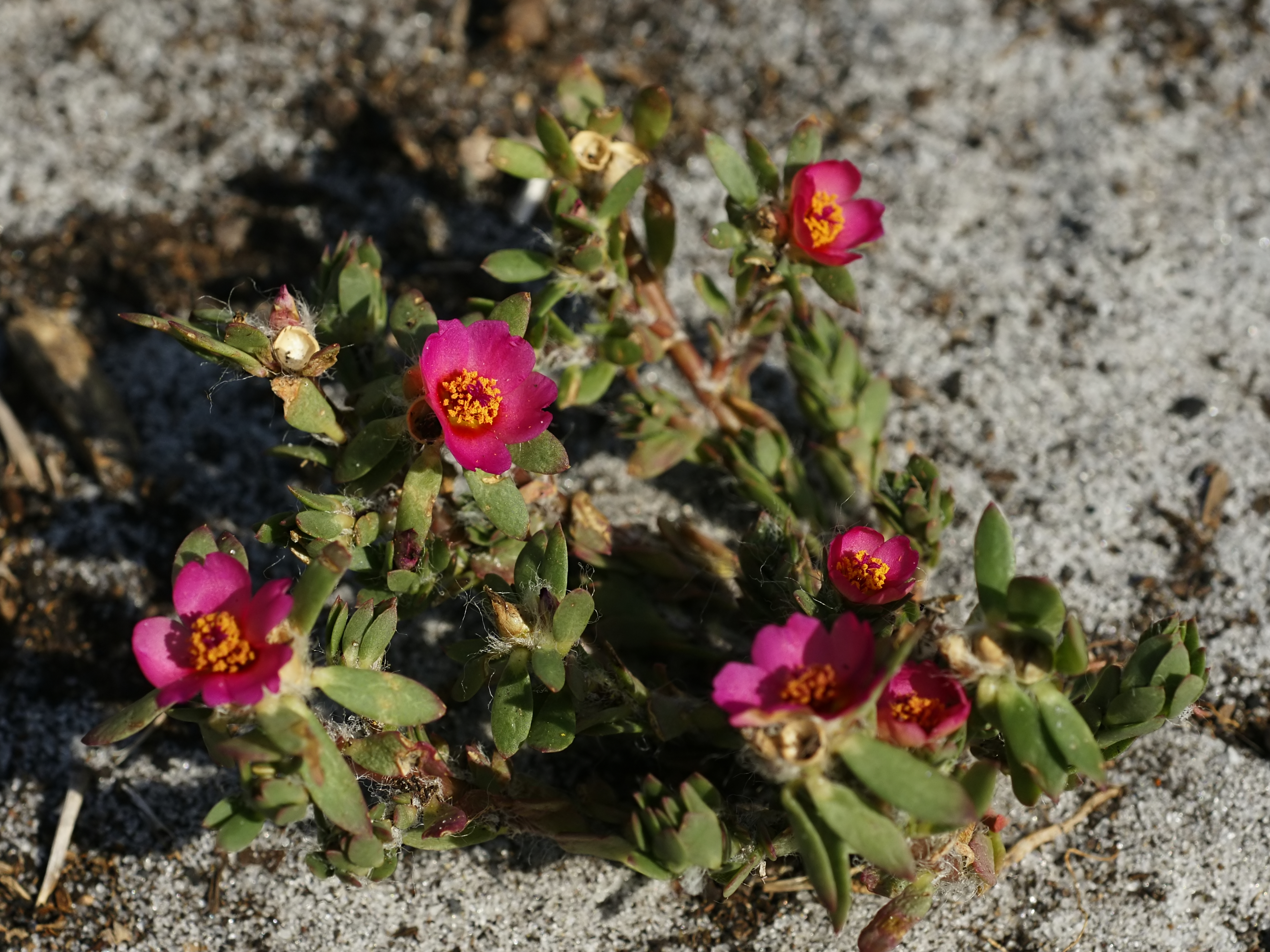
Portulaca amilis

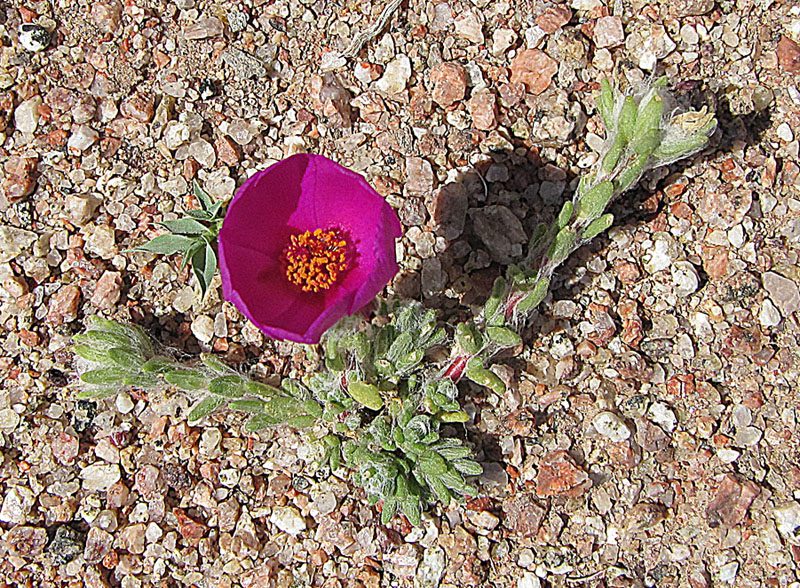
Portulaca confertifolia

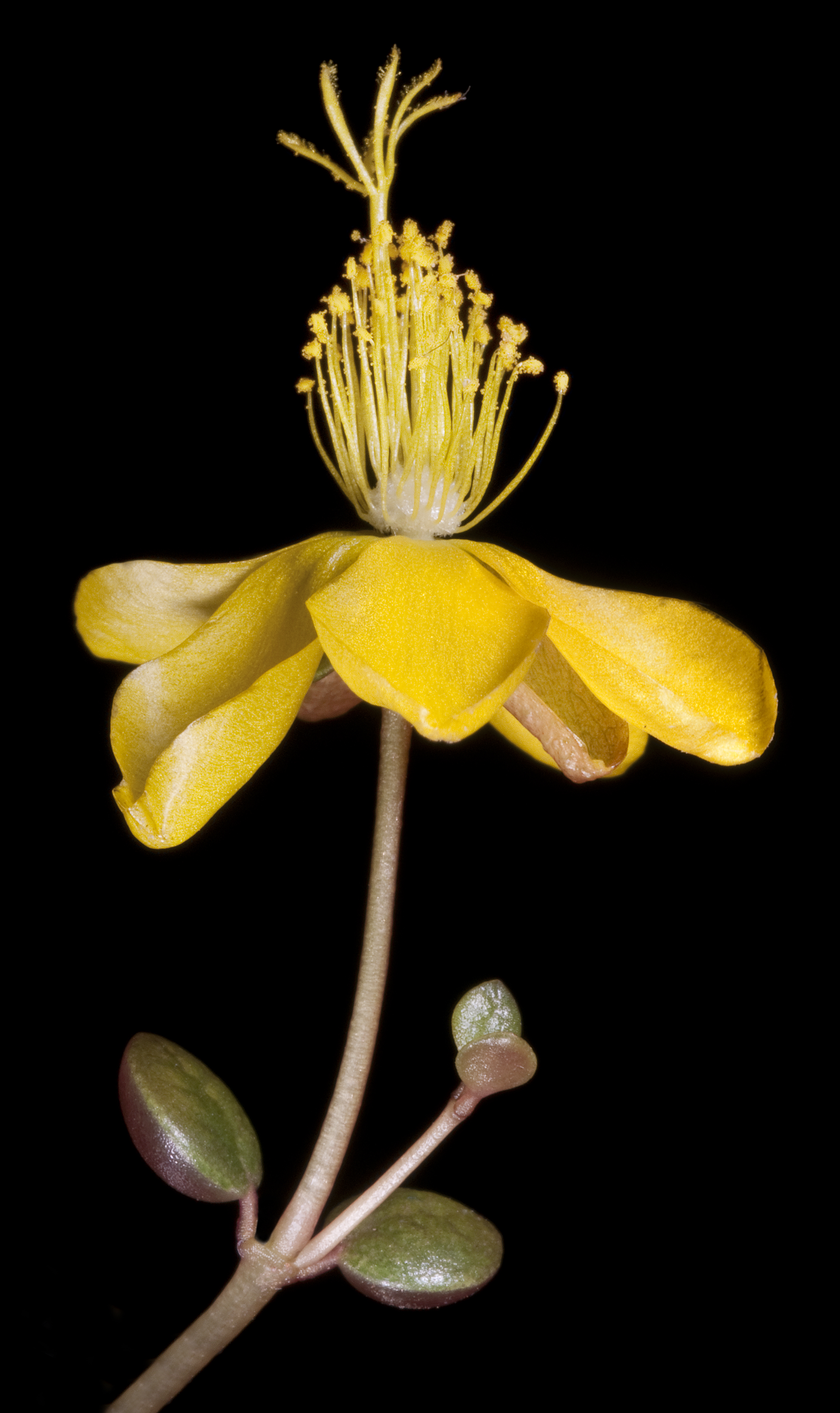
Portulaca conspicua

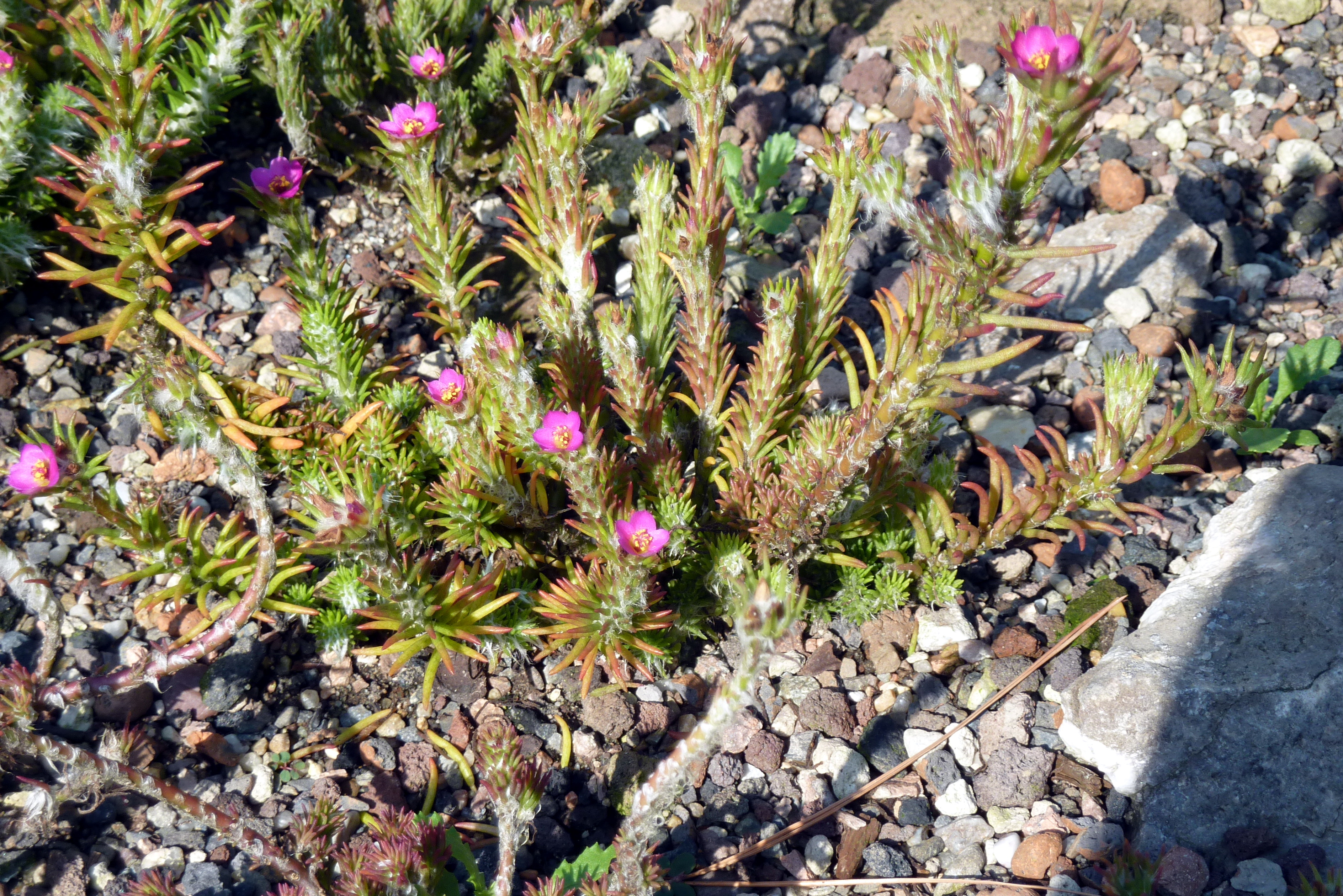
Portulaca elatior

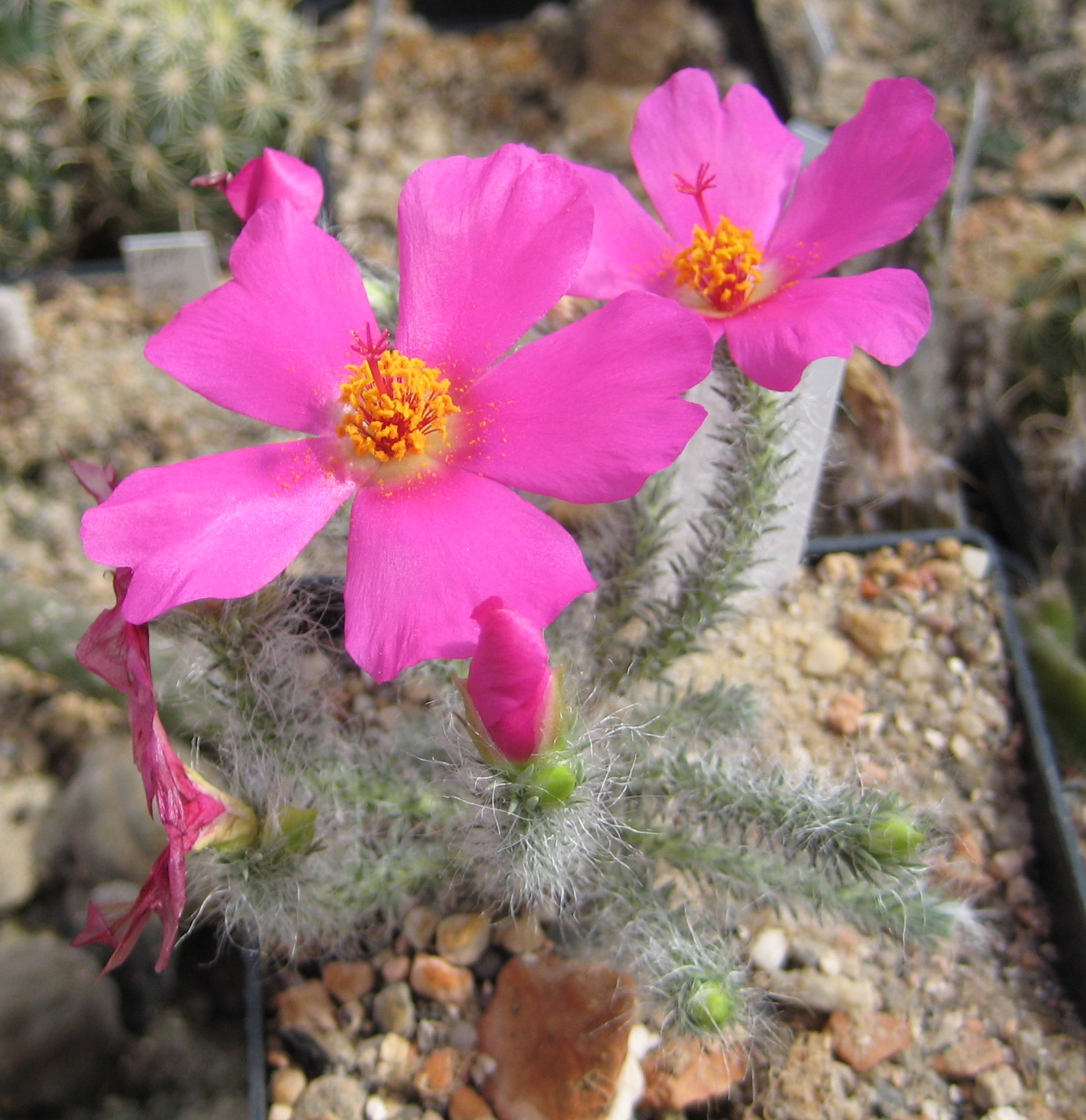
Portulaca eruca

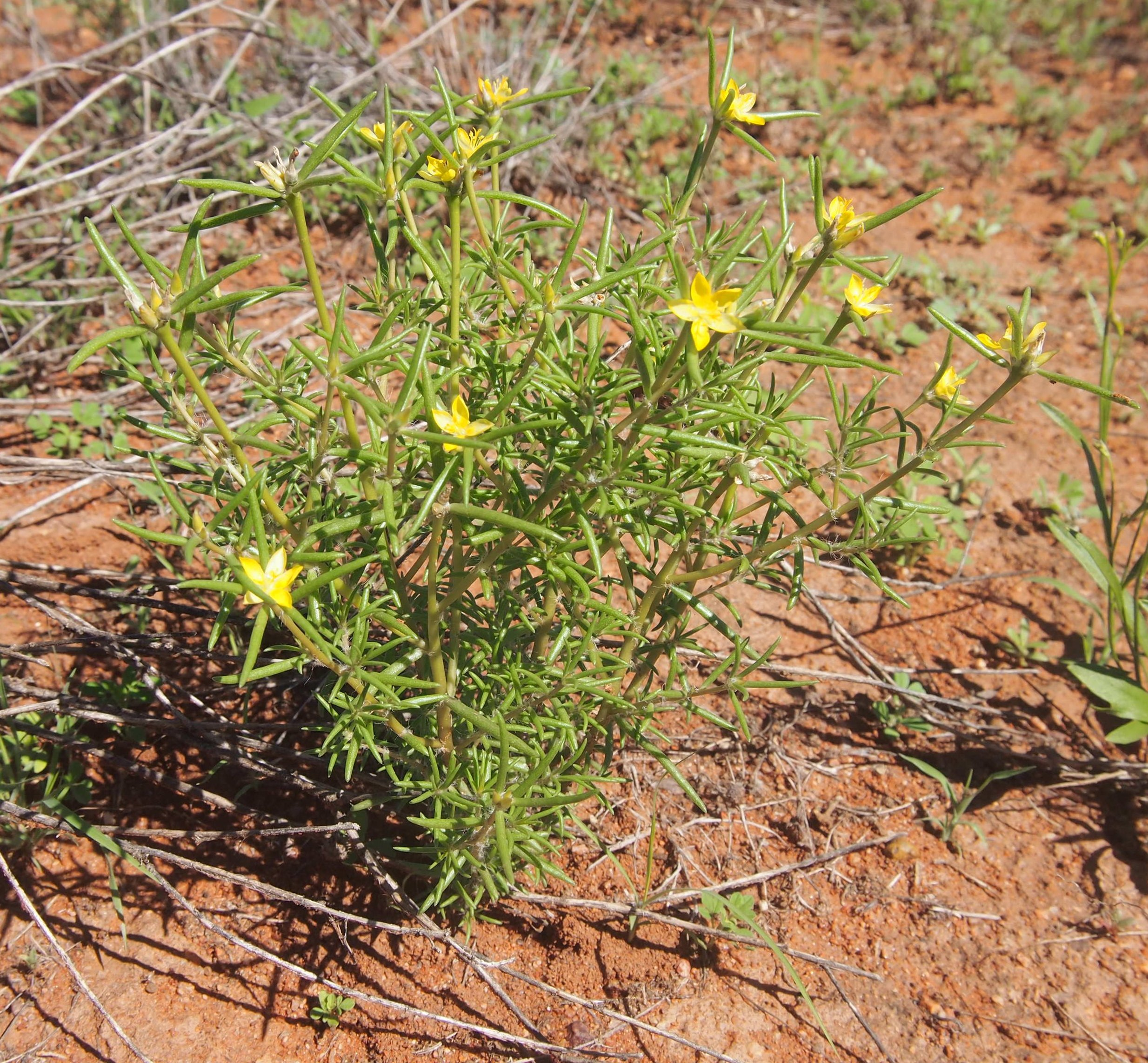
Portulaca filifolia

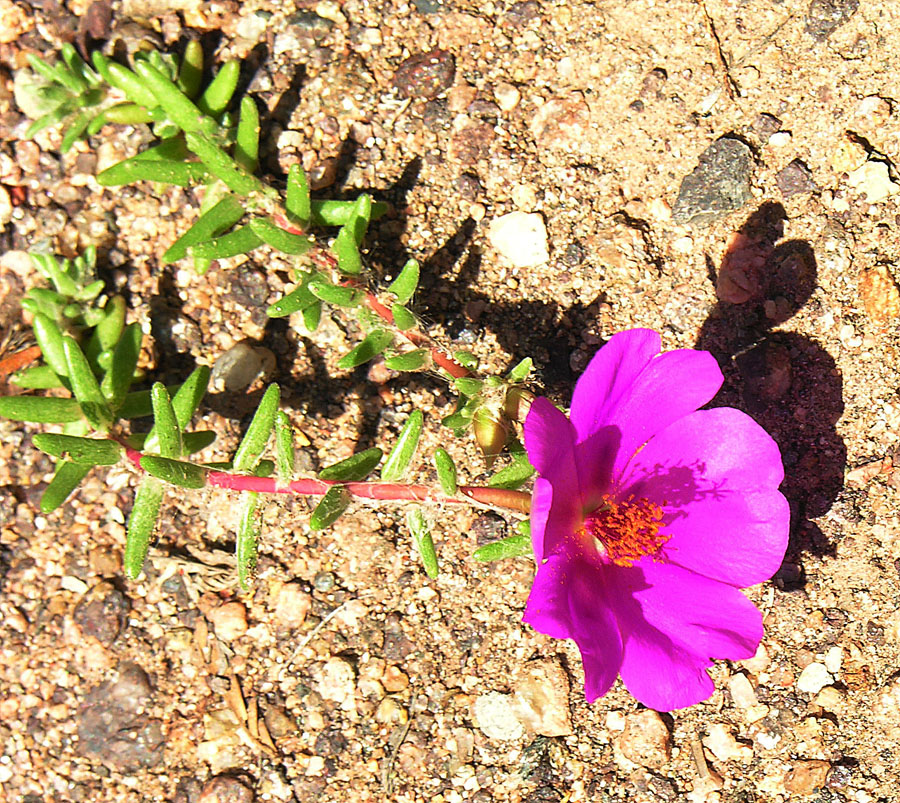
Portulaca gilliesii

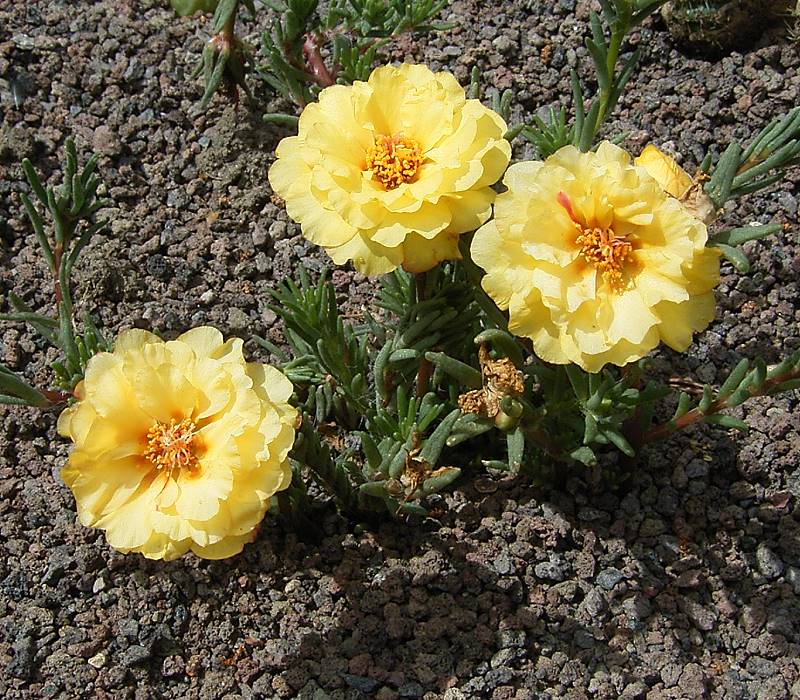
Halbgefülltblühende Sorte von Portulaca grandiflora

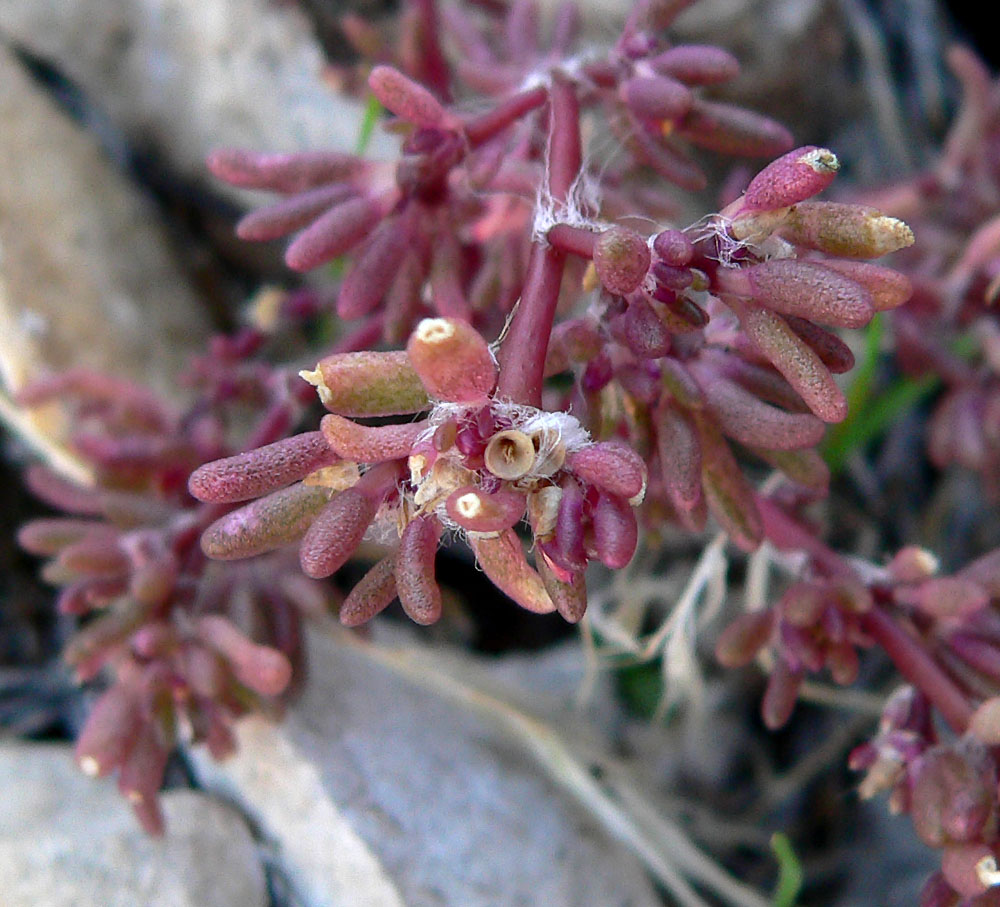
Portulaca halimoides

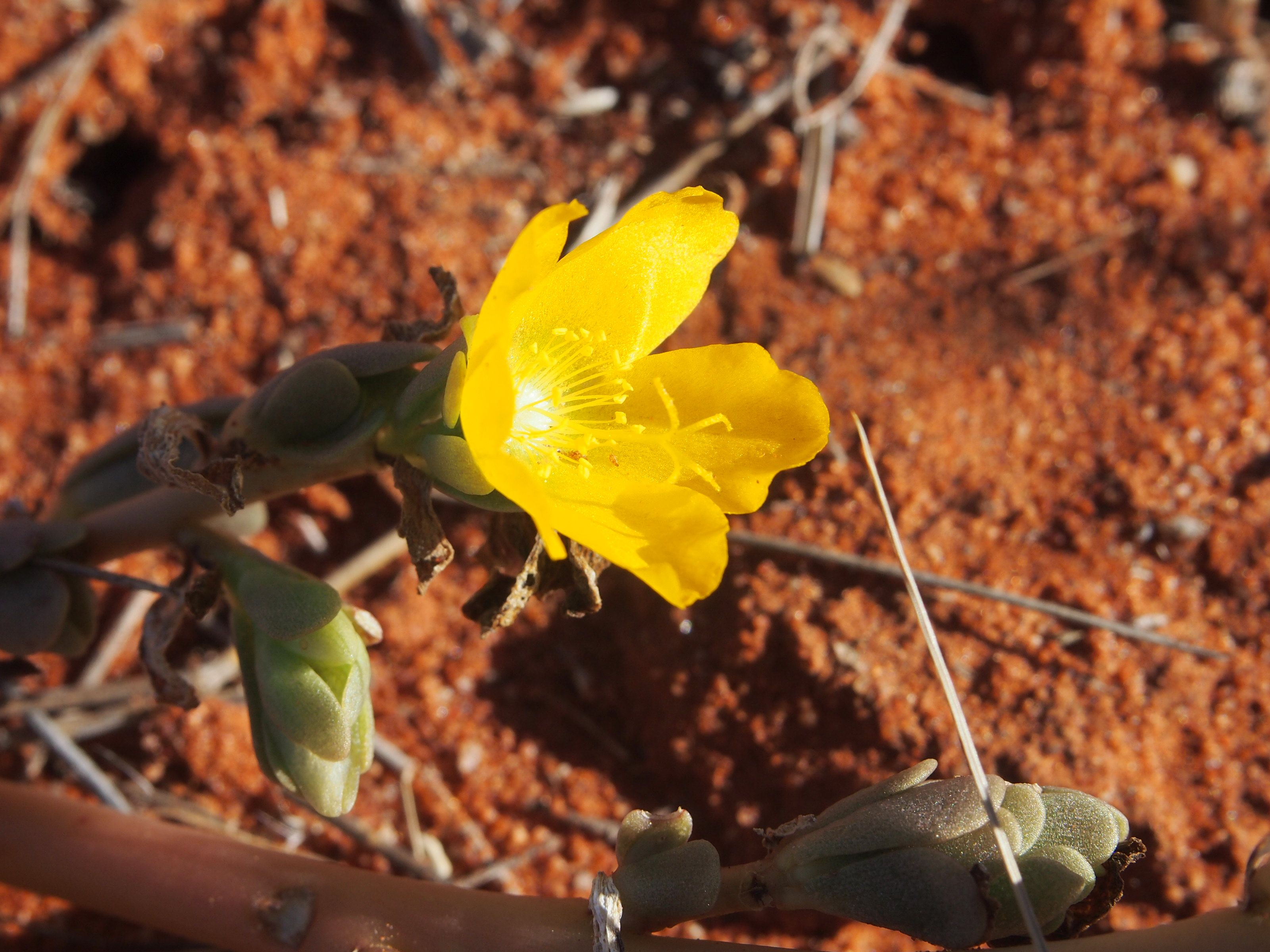
Blüte im Detail von Portulaca intraterranea

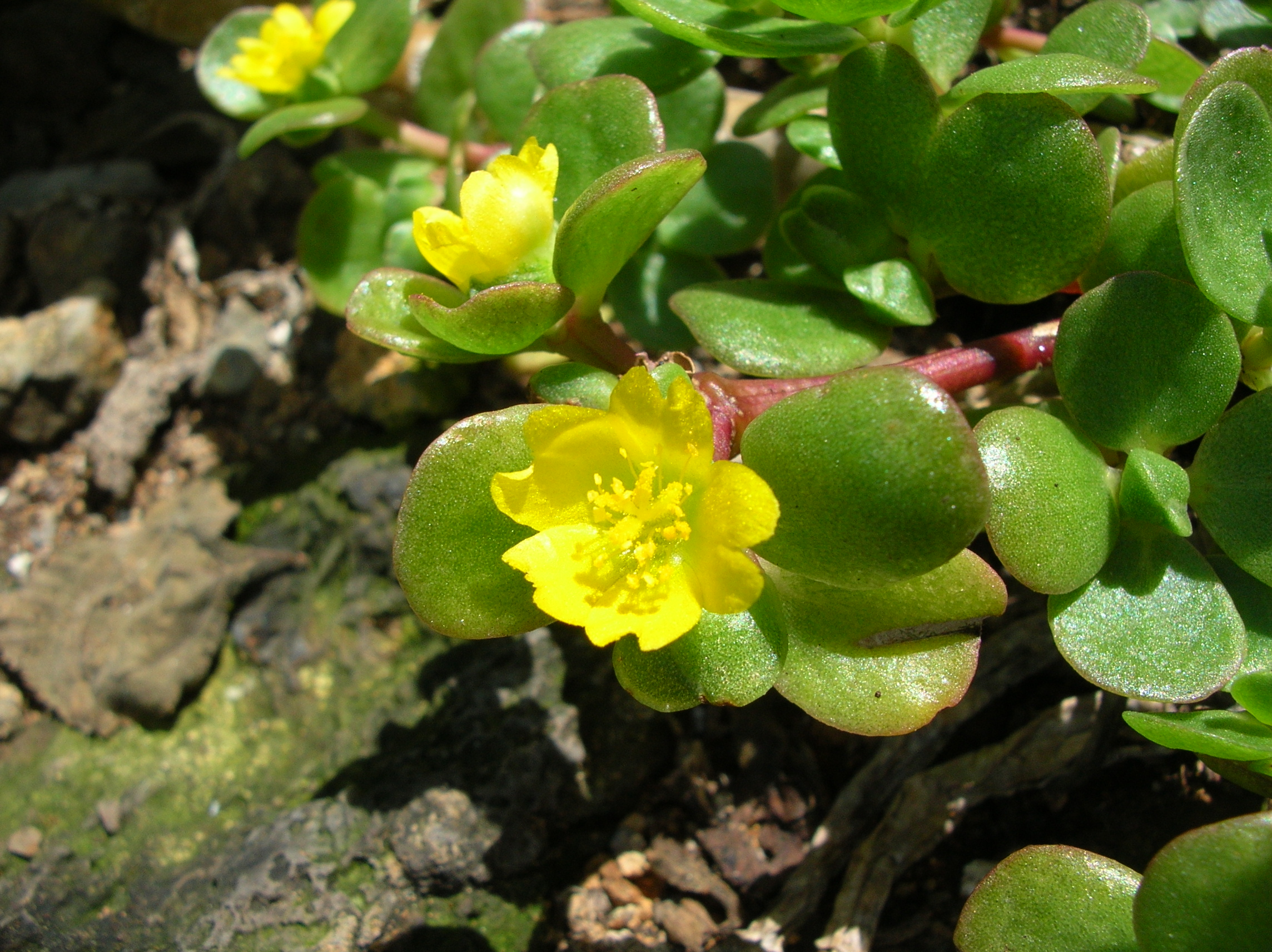
Portulaca lutea

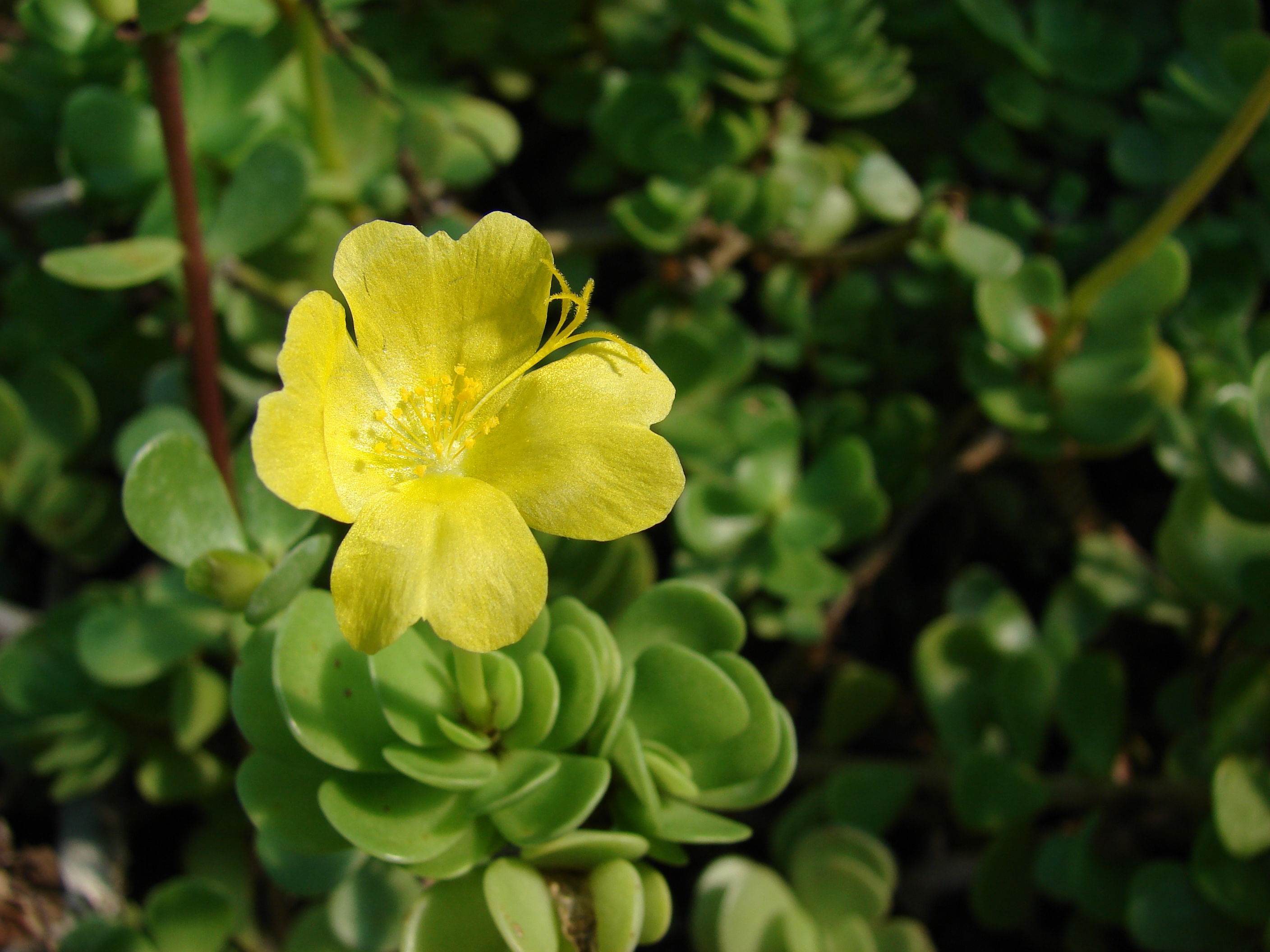
Portulaca molokiniensis

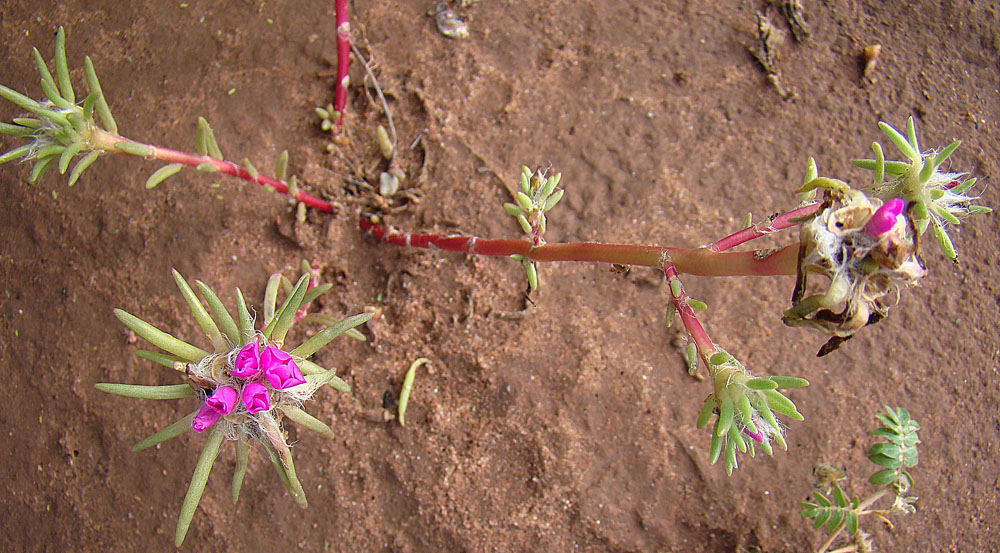
Portulaca mucronulata

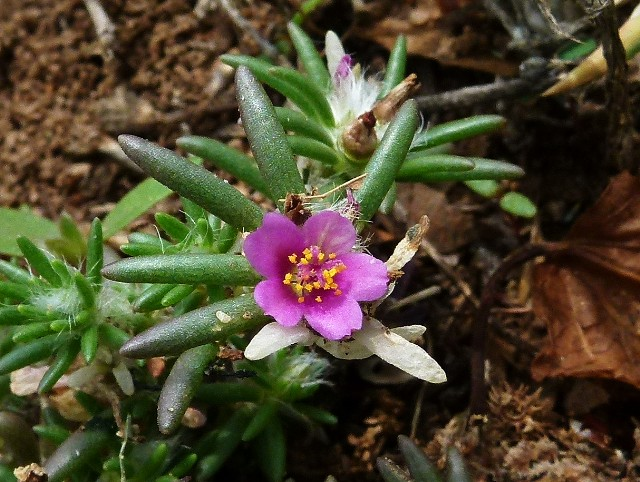
Portulaca mundula

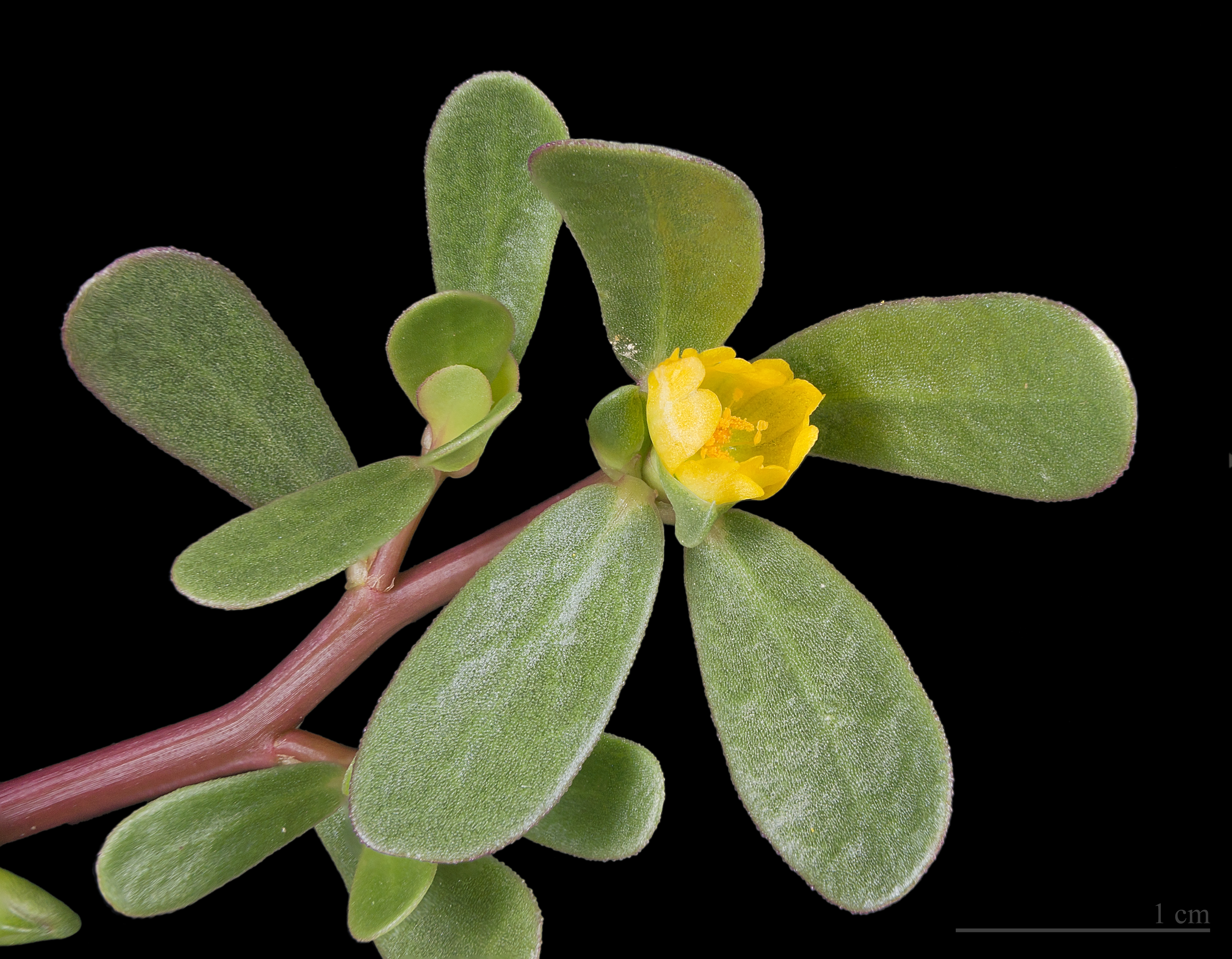
Sommer-Portulak (Portulaca oleracea)

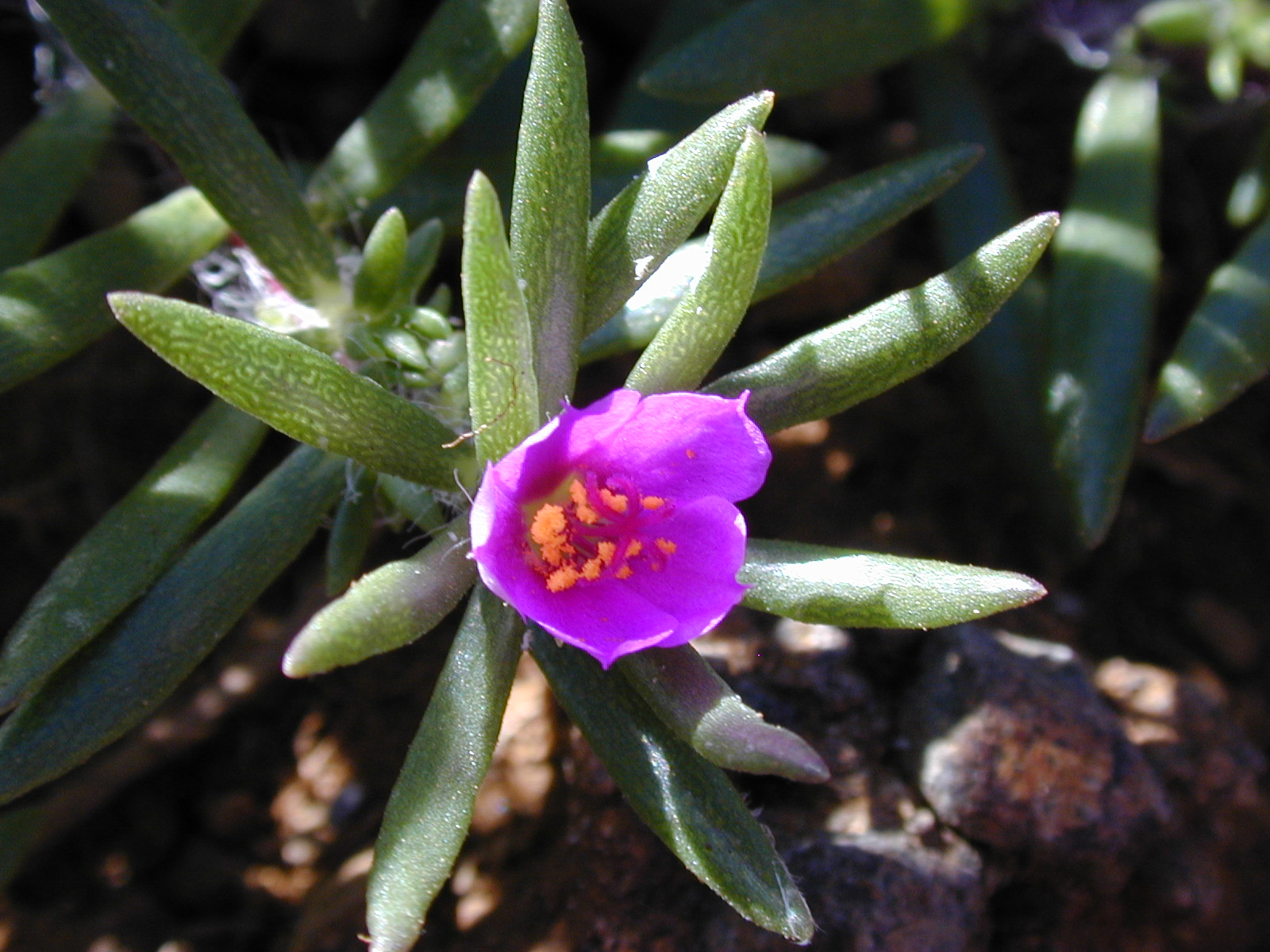
Portulaca pilosa

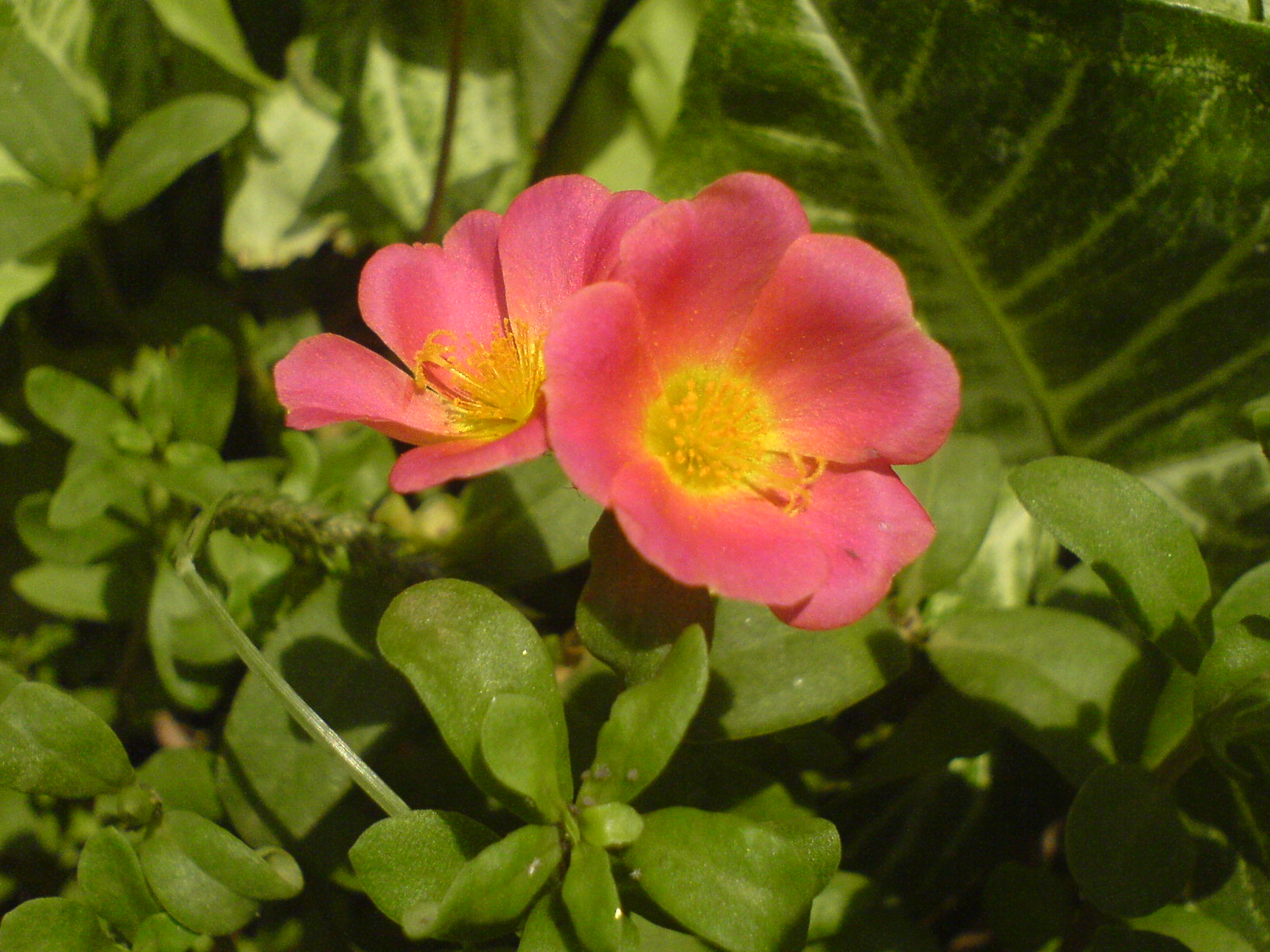
Portulaca umbraticola

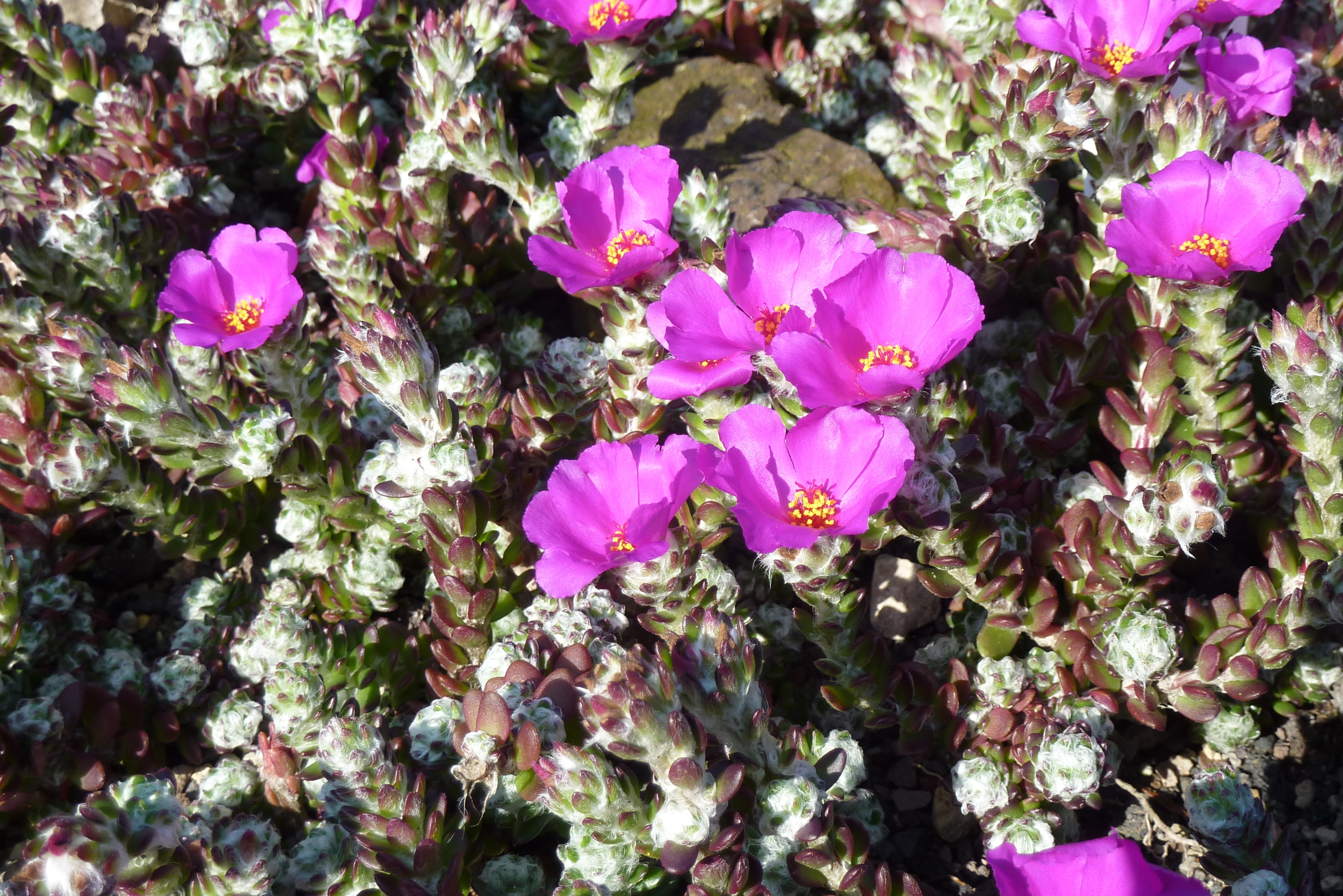
Portulaca werdermannii

DNA-Analysen haben die schon lange gehegte Vermutung bestätigt, dass die Portulacaceae s. l. keine einheitliche, monophyletische Familie bilden, sondern ausgeprägt paraphyletisch sind. Die sehr große Variabilität der morphologischen Merkmale und sogar die sonst als „konservativ“ geltenden Blütenmerkmale sind kein zuverlässiges Mittel zur Unterscheidung von Gattungen und Arten. Dies führte dazu, dass nur noch die Gattung Portulaca in der Familie Portulacaceae s. str. verblieben ist. Die überwiegende Anzahl der früher hier eingeordneten Gattungen sind bei der Angisperm Phylogeny Group in der Familie der Montiaceae enthalten.
Sehr nahe verwandt mit den Portulacaceae s. str. sind die Kakteengewächse (Cactaceae), Anacampserotaceae und Talinaceae. Forschungsergebnisse legen nahe, dass diese sogar innerhalb der Portulakgewächse verschachtelt sind. Sollten die Cactaceae als eigenständige Familie erhalten bleiben, wären die Portulacaceae in wenigstens zwei einzelne Familien zu teilen. Entweder belässt man die Portulacaceae s. l. als paraphyletische Familie oder – wenn man nur monophyletische Taxa zulässt – sind es monogenerische Familien wie Portulacaceae s. str., Anacampserotaceae und Talinaceae.
Ebenfalls relativ nahe verwandt sind die in einer Klade stehenden Halophytaceae, Didiereaceae, Basellaceae und Montiaceae. Nach Applequist et al. 2003 wurde die bisherigen Gattungen der Portulacaceae Calyptrotheca, Ceraria und Portulacaria in drei erstbeschriebene Unterfamilien der Familie Didiereaceae gestellt.

### Arten und ihre Verbreitung
Die Portulaca-Arten sind, bis auf die Polargebiete, weltweit verbreitet. Ihr Hauptverbreitungsgebiet liegt in der Südhalbkugel. Sie gedeihen meist in ariden tropischen und subtropischen Gebieten. Verbreitungsschwerpunkte liegen in Afrika und Südamerika. Nur wenige Arten besiedeln gemäßigte Gebiete.
Zur Gattung Portulaca s. l. gehören je nach Autor 100 bis 152 Arten:
- Portulaca africana (Danin & H.G.Baker) Danin (Syn.: Portulaca oleracea subsp. africana Danin & H.G.Baker): Sie hat seit 2006 den Rang einer Art. Sie ist in Mauretanien, Mali, Ägypten, Tansania, Uganda, Malawi, Kenia, Indien, im südöstlichen China und in Hainan verbreitet.[6]
- Portulaca almeviae Ocampo: Sie wurde 2019 aus dem mexikanischen Bundesstaat Jalisco erstbeschrieben.[6]
- Portulaca amilis Speg.: Sie kommt von Peru bis Argentinien und Brasilien vor[6] und ist in den Vereinigten Staaten ein Neophyt.[2]
- Portulaca anceps A.Rich.: Sie kommt nur in Äthiopien vor.[6]
- Portulaca argentinensis Speg.: Sie kommt nur im nördlichen Argentinien vor.[6]
- Portulaca aurantiaca Proctor: Dieser Endemit kommt nur in Jamaika vor.[6]
- Portulaca australis Endl.: Sie kommt in Australien und auf Inseln im Pazifik vor.[6]
- Portulaca badamica S.R.Yadav & Dalavi: Sie wurde 2019 aus dem indischen Bundesstaat Karnataka erstbeschrieben.[6]
- Portulaca bicolor F.Muell.: Sie kommt in Australien vor.[6]
- Portulaca biloba Urb.: Dieser Endemit kommt in Kuba vor[6] und ist in Georgia ein Neophyt.[2]
- Portulaca brevifolia Urb.: Sie kommt in Kuba, Haiti und Venezuela vor.[6]
- Portulaca bulbifera M.G.Gilbert: Sie kommt im südlichen Äthiopien und in Kenia vor.[6]
- Portulaca californica D.Legrand: Diese Endemit kommt nur im mexikanischen Bundesstaat Baja California Sur vor.[6]
- Portulaca canariensis Danin & Reyes-Bet.: Sie wurde 2006 von den Kanarischen Inseln erstbeschrieben.[6]
- Portulaca cardenasiana D.Legrand: Sie kommt nur im östlichen Bolivien vor.[6]
- Portulaca caulerpoides Britton & P.Wilson: Dieser Endemit kommt nur im südwestlichen Puerto Rico vor.[6]
- Portulaca centrali-africana R.E.Fr.: Sie kommt in Burundi, Zaire, Tansania und Uganda vor.[6]
- Portulaca chacoana D.Legrand: Sie kommt von Paraguay bis zum nordöstlichen Argentinien vor.[6]
- Portulaca ciferrii Chiov.: Sie kommt vom südlichen Somalia bis zum südöstlichen Kenia vor.[6]
- Portulaca clavigera R.Geesink: Sie kommt nur im australischen Bundesstaat Western Australia vor.[6]
- Portulaca colombiana D.Legrand: Sie kommt vom nördlichen Kolumbien bis Venezuela vor.[6]
- Portulaca commutata M.G.Gilbert: Sie kommt in Äthiopien, Somalia, Kenia und Tansania vor.[6]
- Portulaca confertifolia Hauman: Sie kommt im nordwestlichen Argentinien vor.[6]
- Portulaca conoidea S.M.Phillips: Sie kommt im nördlichen Kenia vor.[6]
- Portulaca constricta M.G.Gilbert: Sie kommt vom östlichen Äthiopien bis Somalia vor.[6]
- Portulaca conzattii P.Wilson: Sie kommt von Mexiko bis Nicaragua vor.[6]
- Portulaca coralloides S.M.Phillips: Sie kommt im südöstlichen Kenia vor.[6]
- Portulaca cryptopetala Speg.: Sie kommt von Bolivien bis zum südlichen Brasilien und nördlichen Argentinien vor.[6]
- Portulaca cubensis Britton & P.Wilson: Sie kommt in Kuba vor.[6]
- Portulaca cyanosperma Egler[6]
- Portulaca cyclophylla F.Muell.: Sie kommt im nördlichen und nordwestlichen Australien vor.[6]
- Portulaca cypria Danin: Sie kommt in Algerien, Portugal, Italien, Korsika, Sizilien, Griechenland, in der Ägäis, auf Kreta, Zypern, Ägypten und im Gebiet von Libanon, Syrien, Jordanien und Israel vor.[6]
- Portulaca daninii Galasso, Banfi & Soldano: Dieser Name wurde 2011 veröffentlicht, um den Namen Portulaca oleracea subsp. tuberculata Danin & H.G.Baker zu ersetzen. Sie kommt in Kolumbien, Peru, Surinam und im nördlichen Brasilien vor.[6]
- Portulaca decipiens Poelln.: Sie kommt in Australien vor.[6]
- Portulaca decorticans M.G.Gilbert: Sie kommt vom südlichen Somalia bis ins nördliche Kenia vor.[6]
- Portulaca dhofarica M.G.Gilbert: Sie kommt in Oman vor.[6]
- Portulaca diegoi Mattos: Sie kommt nur im brasilianischen Bundesstaat Santa Catarina vor.[6]
- Portulaca digyna F.Muell.: Sie kommt im nördlichen Australien vor.[6]
- Portulaca dodomaensis M.G.Gilbert: Sie kommt im zentralen Tansania vor.[6]
- Portulaca echinosperma Hauman: Sie kommt im nordwestlichen Argentinien vor.[6]
- Portulaca edulis Danin & Bagella: Sie kommt nur in Zypern vor.[6]
- Portulaca elatior Mart. ex Rohrb.: Sie kommt von der Karibik bis ins tropische Südamerika vor.[6]
- Portulaca elongata Rusby: Sie kommt von Peru bis ins nordwestliche Argentinien vor.[6]
- Portulaca eruca Hauman: Sie kommt in Paraguay und im nördlichen Argentinien vor.[6]
- Portulaca erythraeae Schweinf.: Sie kommt vom nordöstlichen Sudan bis ins westliche Eritrea vor.[6]
- Portulaca fascicularis Peter: Sie kommt vom südöstlichen Kenia bis ins östliche Tansania vor.[6]
- Portulaca filsonii J.H.Willis: Sie kommt im nördlich-zentralen Australien vor.[6]
- Portulaca fischeri Pax: Sie kommt von Kenia bis ins nordwestliche Tansania vor.[6]
- Portulaca fluvialis D.Legrand: Sie kommt von Peru bis ins südliche Brasilien und ins nordöstliche Argentinien vor.[6]
- Portulaca foliosa Ker Gawl.: Sie kommt im tropischen und südlichen Afrika und auf der Arabischen Halbinsel vor.[6]
- Portulaca fragilis Poelln.: Sie kommt in Bolivien vor.[6]
- Portulaca frieseana Poelln.: Sie kommt im zentralen Brasilien vor.[6]
- Portulaca fulgens Griseb.: Sie kommt im nordwestlichen Argentinien vor.[6]
- Portulaca gilliesii Hook.: Sie kommt von Bolivien bis ins nördliche Argentinien vor.[6]
- Portulaca giuliettiae T.Vieira & A.A.Coelho: Sie wurde 2016 aus dem brasilianischen Bundesstaat Bahia erstbeschrieben.[6]
- Portulaca goiasensis T.Vieira & A.A.Coelho: Sie wurde 2016 aus dem brasilianischen Bundesstaat Goiás erstbeschrieben.[6]
- Portulaca gracilis Poelln.: Sie kommt in Bolivien vor.[6]
- Portulakröschen (Portulaca grandiflora Hook.): Es kommt ursprünglich in Südamerika vor und ist in Nord- und Mittelamerika, in Afrika, Asien und teilweise in Europa ein Neophyt.[2][6]
- Portulaca grandis Peter: Sie kommt vom südlichen Äthiopien bis ins nördliche Uganda und ins nordöstliche Tansania vor.[6]
- Portulaca granulatostellulata (Poelln.) Ricceri & Arrigoni (Syn.: Portulaca oleracea subsp. granulatostellulata (Poelln.) Danin & H.G.Baker): Sie hat seit 2000 den Rang einer Art. Sie kommt in Europa, Afrika, Vorder- und Zentralasien vor.[6]
- Portulaca greenwayi M.G.Gilbert: Sie kommt im östlichen Kenia vor.[6]
- Portulaca guanajuatensis Ocampo: Sie wurde 2002 aus den mexikanischen Bundesstaaten Guanajuato sowie San Luis Potosí erstbeschrieben.[6]
- Portulaca halimoides L.: Sie ist von den südlichen Vereinigten Staaten über Zentralamerika auf Karibischen Inseln bis Südamerika verbreitet.[2]
- Portulaca hatschbachii D.Legrand: Sie kommt im südlichen Brasilien vor.[6]
- Portulaca hereroensis Schinz: Sie kommt von Tansania bis ins südliche Afrika vor.[6]
- Portulaca heterophylla Peter: Sie kommt im östlichen Tansania vor.[6]
- Portulaca hirsutissima Cambess.: Sie kommt im brasilianischen Bundesstaat Minas Gerais vor.[6]
- Portulaca hoehnei D.Legrand: Sie kommt in Brasilien vor.[6]
- Portulaca howellii (D.Legrand) Eliasson: Sie kommt auf den Galápagos-Inseln vor.[6]
- Portulaca humilis Peter: Sie kommt in Tansania vor.[6]
- Portulaca impolita (Danin & H.G.Baker) Danin: Sie hat seit 2006 den Rang einer Art. Sie kommt in den US-Bundesstaaten Kalifornien, Utah, Colorado, New Mexico und Texas vor.[6]
- Portulaca insignis Steyerm.: Sie kommt in Venezuela vor.[6]
- Portulaca johnstonii Henrickson: Sie kommt in Mexiko vor.[6]
- Portulaca juliomartinezii Ocampo: Sie wurde 2018 aus den mexikanischen Bundesstaaten Querétaro sowie Guanajuato erstbeschrieben.[6]
- Portulaca kermesina N.E.Br.: Sie kommt von Eritrea bis ins südliche Afrika und auf der Arabischen Halbinsel vor.[6]
- Portulaca kuriensis M.G.Gilbert: Sie kommt in Socotra vor.[6]
- Portulaca laljii P.Sivaramakrishna & P.Yugandhar: Sie wurde 2020 erstbeschrieben. Sie wurde bisher nur im obersten Bereich einiger Hügel mit felsigen Standorten in den östlichen Ghats im Distrikt Prakasam im indischen Bundesstaat Andhra Pradesh gefunden.[11]
- Portulaca lakshminarasimhaniana S.R.Yadav & Dalavi: Sie wurde 2018 aus dem indischen Bundesstaat Karnataka erstbeschrieben.[6]
- Portulaca lutea Sol. ex G.Forst.: Sie kommt auf zahlreichen pazifischen Inseln vor.[6]
- Portulaca macbridei D.Legrand: Sie kommt in Peru vor.[6]
- Portulaca macrantha Ricceri & Arrigoni: Sie wurde 2000 erstbeschrieben. Sie kommt auf den Kanarischen Inseln und in Marokko vor.[6]
- Portulaca macrorhiza R.Geesink: Dieser Endemit kommt nur auf Timor vor.[6]
- Portulaca macrosperma D.Legrand: Sie kommt in Bolivien vor.[6]
- Portulaca masonii D.Legrand: Sie kommt nur in Mexiko auf der Insel Clarión vor.[6]
- Portulaca massaica S.M.Phillips: Sie kommt von Kenia bis ins nördliche Tansania vor.[6]
- Portulaca matthewsii Ocampo: Sie wurde 2003 aus den mexikanischen Bundesstaaten Querétaro sowie San Luis Potosí erstbeschrieben.[6]
- Portulaca mauritiensis Poelln.: Sie kommt auf den Maskarenen und auf dem Chagos-Archipel vor.[6]
- Portulaca mexicana P.Wilson: Sie kommt in Mexiko vor.[6]
- Portulaca meyeri D.Legrand: Sie kommt in Argentinien vor.[6]
- Portulaca minensis D.Legrand: Sie kommt im brasilianischen Bundesstaat Minas Gerais vor.[6]
- Portulaca minuta Correll: Sie kommt in Florida und auf den Bahamas vor.[6]
- Portulaca molokiniensis Hobdy: Sie kommt auf Hawaii vor.[6]
- Portulaca monanthoides Lodé: Sie kommt in Socotra vor.[6]
- Portulaca mucronata Link: Sie kommt vom südlichen Venezuela bis Brasilien und Bolivien vor.[6]
- Portulaca mucronulata D.Legrand: Sie kommt vom südlichen und südwestlichen Brasilien bis ins nördliche Argentinien vor.[6]
- Portulaca nicaraguensis (Danin & H.G.Baker) Danin (Syn.: Portulaca oleracea subsp. nicaraguensis Danin & H.G.Baker): Sie hat seit 2006 den Rang einer Art. Sie kommt in Florida, Texas, Guatemala und Nicaragua vor.[6]
- Portulaca nitida (Danin & H.G.Baker) Ricceri & Arrigoni (Syn.: Portulaca oleracea subsp. nitida Danin & H.G.Baker): Sie hat seit 2000 den Rang einer Art. Sie kommt von Europa bis Vorderasien und Zentralasien und in Afrika vor.[6]
- Portulaca nivea Poelln.: Sie kommt in Peru vor.[6]
- Portulaca nogalensis Chiov.: Sie kommt im nordöstlichen Somalia vor.[6]
- Portulaca oblonga Peter: Sie kommt von Äthiopien bis ins nördliche Tansania vor.[6]
- Portulaca obtusa Poelln.: Sie kommt im nördlichen Argentinien vor.[6]
- Portulaca obtusifolia D.Legrand: Sie kommt in Argentinien vor.[6]
- Portulaca okinawensis E.Walker & Tawada: Sie kommt auf den Nansei-Inseln vor.[6]
- Sommer-Portulak (Portulaca oleracea L., Syn.: Portulaca aurea DC., Portulaca consanguinea Schltdl., Portulaca cryptopetala var. poellnitziana (D.Legrand) D.Legrand, Portulaca dichotoma Gueldenst., Portulaca fosbergii Poelln., Portulaca hortensis Rupr., Portulaca laevis Buch.-Ham., Portulaca latifolia Hornem., Portulaca marginata Kunth, Portulaca maritima S.G.Gmel., Portulaca neglecta Mack. & Bush, Portulaca officinarum Crantz, Portulaca olitoria Pall., Portulaca opposita Poelln., Portulaca papillosa Sennen, Portulaca parviflora Griseb., Portulaca parvifolia Haw., Portulaca pilosa var. marginata (Kunth) Kuntze, Portulaca poellnitziana D.Legrand, Portulaca repens Noronha, Portulaca retusa Engelm., Portulaca rostellata Brign., Portulaca sativa Haw., Portulaca stellata (Danin & H.G.Baker) Ricceri & Arrigoni, Portulaca suffruticosa Thwaites, Portulaca sylvestris Garsault, Portulaca terraereginae Poelln., Portulaca viridis DC., Portulaca oleracea subsp. stellata Danin & H.G.Baker, Portulaca oleracea var. gracilescens Domin, Portulaca oleracea var. grandiflora Benth., Portulaca oleracea var. linearifolia Sivar. & Manilal, Portulaca oleracea var. sativa (Haw.) DC.): Es wurden viele Subtaxa beschrieben, die meisten davon gelten seit 2000 oder 2006 als Synonyme oder eigene Art. Varietäten sind:[6]
  - Portulaca oleracea var. delicatula Fosberg: Dieser Endemit kommt nur auf Aldabra vor.[6]
  - Portulaca oleracea L. var. oleracea: Sie ist von Makaronesien über den afrikanischen Kontinent und die Arabische Halbinsel bis Pakistan verbreitet. Sie ist in vielen Gebieten der Welt ein Neophyt.[6]
- Portulaca oligosperma F.Muell.: Sie kommt im nördlichen Australien vor.[6]
- Portulaca olosirwa S.M.Phillips: Sie kommt in Kenia vor.[6]
- Portulaca papillatostellulata (Danin & H.G.Baker) Danin (Syn.: Portulaca oleracea subsp. papillatostellulata Danin & H.G.Baker): Sie hat seit 2006 den Rang einer Art. Sie kommt in Europa und im Mittelmeergebiet vor.[6]
- Portulaca papulifera D.Legrand: Sie kommt vom südlichen Brasilien bis Argentinien vor.[6]
- Portulaca papulosa Schltdl.: Sie kommt vom nordöstlichen Argentinien bis Uruguay vor.[6]
- Portulaca paucistaminata Poelln.: Sie kommt in Kuba vor.[6]
- Portulaca perennis R.E.Fr.: Sie kommt von Peru bis ins nordwestliche Argentinien vor.[6]
- Portulaca peteri Poelln.: Sie kommt vom südlichen Äthiopien bis ins nordöstliche Tansania vor.[6]
- Portulaca philippii I.M.Johnst.: Sie kommt vom westlichen Bolivien bis ins nördliche Chile vor.[6]
- Portulaca pilosa L.: Sie kommt von den Vereinigten Staaten bis ins tropische und subtropische Südamerika und auf Hawaii vor.[6]
- Portulaca psammotropha Hance: Sie kommt von China, Hainan und Taiwan bis zu den Philippinen vor.[6]
- Portulaca pusilla Kunth: Sie kommt von Kolumbien bis ins südwestliche Venezuela vor.[6]
- Portulaca pygmaea Steyerm.: Sie kommt vom östlichen Kolumbien bis Venezuela vor.[6]
- Portulaca quadrifida L.: Sie kommt von Afrika und der Arabischen Halbinsel bis Südasien und den Inseln im südwestlichen Pazifik vor.[6]
- Portulaca ragonesei D.Legrand: Sie kommt in Argentinien vor.[6]
- Portulaca ramosa Peter: Sie kommt im östlichen Tansania vor.[6]
- Portulaca rausii Danin: Sie kommt in Algerien, Sizilien, Griechenland, auf den Inseln der östlichen Ägäis und in der Türkei vor.[6]
- Portulaca rhodesiana R.A.Dyer & E.A.Bruce: Sie kommt von Simbabwe bis Mpumalanga vor.[6]
- Portulaca rotundifolia R.E.Fr.: Sie kommt vom südwestlichen Bolivien bis ins nordwestliche Argentinien vor.[6]
- Portulaca rubricaulis Kunth: Sie kommt von Florida und dem südöstlichen Mexiko bis zu Inseln in der Karibik und von Venezuela bis Ecuador vor.[6]
- Portulaca rzedowskiana Ocampo: Sie wurde 2002 aus dem mexikanischen Bundesstaat Michoacán erstbeschrieben.[6]
- Portulaca samhaensis A.G.Mill.: Sie kommt auf Socotra vor.[6]
- Portulaca samoensis Poelln.: Sie kommt von Neuguinea bis den Inseln im südwestlichen Pazifik vor.[6]
- Portulaca sanctae-martae Poelln.: Sie kommt im nördlichen Kolumbien vor.[6]
- Portulaca sardoa Danin, Bagella & Marrosu: Sie wurde 2012 erstbeschrieben. Sie kommt nur auf Korsika und Sardinien vor.[6]
- Portulaca saxifragoides Welw. ex Oliv.: Sie kommt in Angola vor.[6]
- Portulaca sclerocarpa A.Gray: Sie kommt in Hawaii vor.[6]
- Portulaca sedifolia N.E.Br.: Sie kommt von Venezuela und den venezolanischen Antillen bis Guayana, Französisch-Guayana und Suriname vor.[6]
- Portulaca sedoides Welw. ex Oliv.: Sie kommt in Angola vor.[6]
- Portulaca sicula Danin, Domina & Raimondo (Syn.: Portulaca oleracea subsp. sicula (Danin, Domina & Raimondo) J.Walter): Sie wurde 2008 aus Sizilien erstbeschrieben.[6]
- Portulaca smallii P.Wilson: Sie kommt in den südöstlichen Vereinigten Staaten vor.[6]
- Portulaca socotrana Domina & Raimondo: Sie wurde 2009 aus Socotra erstbeschrieben.[6]
- Portulaca somalica N.E.Br.: Sie kommt im nördlichen Somalia vor.[6]
- Portulaca stellulatotuberculata Poelln.: Sie kommt in Paraguay vor.[6]
- Portulaca stuhlmannii Poelln.: Sie kommt im nordwestlichen Tansania vor.[6]
- Portulaca suffrutescens Engelm.: Sie kommt von Arizona bis ins westliche Texas und das nördliche Mexiko vor.[6]
- Portulaca suffruticosa Wall. ex Wight & Arn.: Sie kommt in Indien und Sri Lanka vor.[6]
- Portulaca thellusonii Lindl.: Sie kommt im südöstlichen Brasilien vor.[6]
- Portulaca tingoensis J.F.Macbr.: Sie kommt von Peru bis ins nordwestliche Argentinien vor.[6]
- Portulaca trianthemoides Bremek.: Sie kommt in Limpopo vor.[6]
- Portulaca trituberculata Danin, Domina & Raimondo: Sie wurde 2008 erstbeschrieben. Sie kommt vom Mittelmeerraum bis zum östlichen Mitteleuropa und auf den Kanaren vor.[6]
- Portulaca tuberculata León: Sie kommt in Kuba und auf den Cayman Islands vor.[6]
- Portulaca tuberosa Roxb.: Sie kommt von Indien, Pakistan und Sri Lanka bis Australien und Neuguinea vor.[6]
- Portulaca umbraticola Kunth: Sie kommt von Mexiko bis ins tropische Amerika vor.[6]
- Portulaca werdermannii Poelln.: Sie kommt in Brasilien vor.[6]
- Portulaca wightiana Wall. ex Wight & Arn.: Sie kommt von Äthiopien bis Tansania, von Simbabwe bis ins südliche Afrika, im südlichen Indien und in Sri Lanka vor.[6]
- Portulaca yecorensis Henrickson & T.Van Devender: Sie kommt im mexikanischen Bundesstaat Sonora vor.[6]
- Portulaca zaffranii Danin (Syn.: Portulaca oleracea subsp. zaffranii (Danin) J.Walter): Sie wurde 2010 erstbeschrieben. Sie kommt im Mittelmeerraum vor.[6]